# Acupalpus lamprotus
Acupalpus lamprotus är en skalbaggsart som beskrevs av Bates. Acupalpus lamprotus ingår i släktet Acupalpus och familjen jordlöpare. Inga underarter finns listade i Catalogue of Life.